# Эпосогнат
Эпосогнат (лат. Eposognatum) — знатный галат, живший во II веке до н. э.

## Биография
Согласно исследованию, проведенному ирландским историком и филологом Майлзом Диллоном и британским кельтологом Норой Чедвик, имя «Эпосогнат» в переводе с кельтского языка означает «знакомый с лошадьми». Об этом же говорится в труде французского специалиста Доминика Беллогэ.
По свидетельству Полибия и Тита Ливия, Эпосогнат был единственным знатным галатом, сохранившим дружеские отношения с царём Пергама Эвменом II и отказавшим сирийскому царю Антиоху III Великому в помощи против римлян. Поэтому в 189 году до н. э., в начале Галатской войны, римский главнокомандующий — консул Гней Манлий Вульсон — направил своих послов к Эпосогнату, изъявившему желание передать своим соплеменникам предлагаемые условия и отговорить их от борьбы с Римом. Однако миссия Эпосогната оказалась безуспешной.
Во время войны в Малой Азии, начатой понтийским царем Фарнаком I против соседних государств, его полководец Леокрит при помощи хитрости в 182 году до н. э. овладел городом Тиос и отдал приказ перебить сдавшийся ему гарнизон из наёмников. По мнению ряда исследователей, наёмники были состоявшими на службе у Эвмена II галатами. Антиковед О. Л. Габелко высказал предположение о том, что «Эвмен вполне мог прибегнуть в этом случае к услугам князька Эпосогната».